# Mimosybra bimaculata
Mimosybra bimaculata es una especie de escarabajo del género Mimosybra, familia Cerambycidae. Fue descrita científicamente por Breuning en 1939.
Se distribuye por Filipinas. Posee una longitud corporal de 8,1-11,7 milímetros. El período de vuelo de esta especie ocurre en el mes de enero.